# Forbes' non
De Forbes' non (Lonchura forbesi) is een zangvogel uit de familie van de prachtvinken (Estrildidae).

## Verspreiding en leefgebied
Deze soort is endemisch op de Bismarck-archipel, een groep eilanden ten noordoosten van en behorend tot Papoea-Nieuw-Guinea.